# Irina Pervúschina
Irina Pervúschina (Vorónezh, Rusia, 1 de abril de 1942) fue una gimnasta artística soviética, que triunfó en el Mundial de 1962 consiguiendo cuatro medallas.
En el Mundial celebrado en 1962 en Praga ganó cuatro medallas: oro en asimétricas y en equipo, plata en suelo —tras su compañera de equipo Larisa Latynina y por delante de la checoslovaca Věra Čáslavská— y bronce en la general individual, de nuevo tras Larisa Latynina y Věra Čáslavská.